# Mendeica
Mendeica es una entidad de población española del municipio de Orduña, perteneciente a la provincia de Vizcaya, en la comunidad autónoma del País Vasco.

## Toponimia
El lugar puede aparecer referido como «Mendeica» y «Mendeika».

## Historia
Hacia mediados del siglo XIX, el lugar, ya por entonces perteneciente a Orduña, tenía contabilizada una población de 61 habitantes. Aparece descrito en el undécimo volumen del Diccionario geográfico-estadístico-histórico de España y sus posesiones de Ultramar de Pascual Madoz con las siguientes palabras:

MENDEICA: ald. del ayunt. de Orduña, en la prov. de Alava (á Vitoria 6 leg.), part. jud. de Amurrio (1), aud. terr. de Burgos (20), c. g. de las Provincias Vascongadas y dióc. de Calahorra (21): sit. en llano, clima frio, la combate el viento N., y se padecen catarros. Tiene 11 casas, igl. parr. (San Miguel), servida por un beneficiado propietario con título de cura, de nombramiento del diocesano, y cementerio inmediato á la igl.; para surtido de los vec. hay 2 fuentes de aguas comunes y potables. El term. se estiende medio cuarto de N. á S., y de E. á O. igual dist., y confina N. Echegoyan; E. Saracho; S. Lendoño, y O. Velandia: comprendiendo dentro de su circunferencia 2 montes poblados de robles, encinas y espinos. El terreno es de mediana calidad: le atraviesa un arroyo que va á confundirse al r. Nervion. caminos: los locales en mal estado: la correspondencia se recibe de Orduña. prod.: trigo, maiz, patatas y alubias; cria de ganado vacuno, caballar y lanar; caza de liebres y perdices. pobl.: 11 vec., 61 alma. riqueza y contr. con su ayunt. (V.)
(Madoz, 1848, p. 372)

En 2022, tenía empadronados diecinueve habitantes.

## Patrimonio
Hay en el lugar una iglesia de San Miguel.